# Gonga-Gimojan jezici
Gonga-Gimojan jezici jedna od tri glavne skupine sjevernoomotskih jezika iz Etiopije, koja obuhvaća ukupno (17) jezika, a sastoji se od dviju užih skupina. Predstavnici su:
a. Gimojan (13):
a1. Janjero (1) Etiopija: yemsa.
a2. Ometo-Gimira (12):
a. Chara (1) Etiopija: chara.
b. Gimira (1) Etiopija: bench.
c. Ometo (prije 10; danas na 12): basketo, dorze jezik, kachama-ganjule, koorete, male, melo, oyda, wolaytta, zayse-zergulla; gamo-gofa-dawro Izgubio status i podijeljen na, gamo, gofa i dawro.
b. Gonga (4): 
b1. centralni (1): anfillo.
b2. sjeverni (1):  boro.
b3. južni (2): kafa, shekkacho

## Vanjske poveznice
- Ethnologue (14th)
- Ethnologue (15th)